# James Ingo Freed
James Ingo Freed, né le 23 juin 1930 à Essen et mort le 15 décembre 2005 à Manhattan, est un architecte américain d'origine allemande.

## Biographie
Il immigre aux États-Unis alors qu'il est enfant.
Il est membre du groupe d'architectes « Chicago Seven (en) ».
Il fonde avec l'architecte américain Ieoh Ming Pei la firme Pei Cobb Freed & Partners.

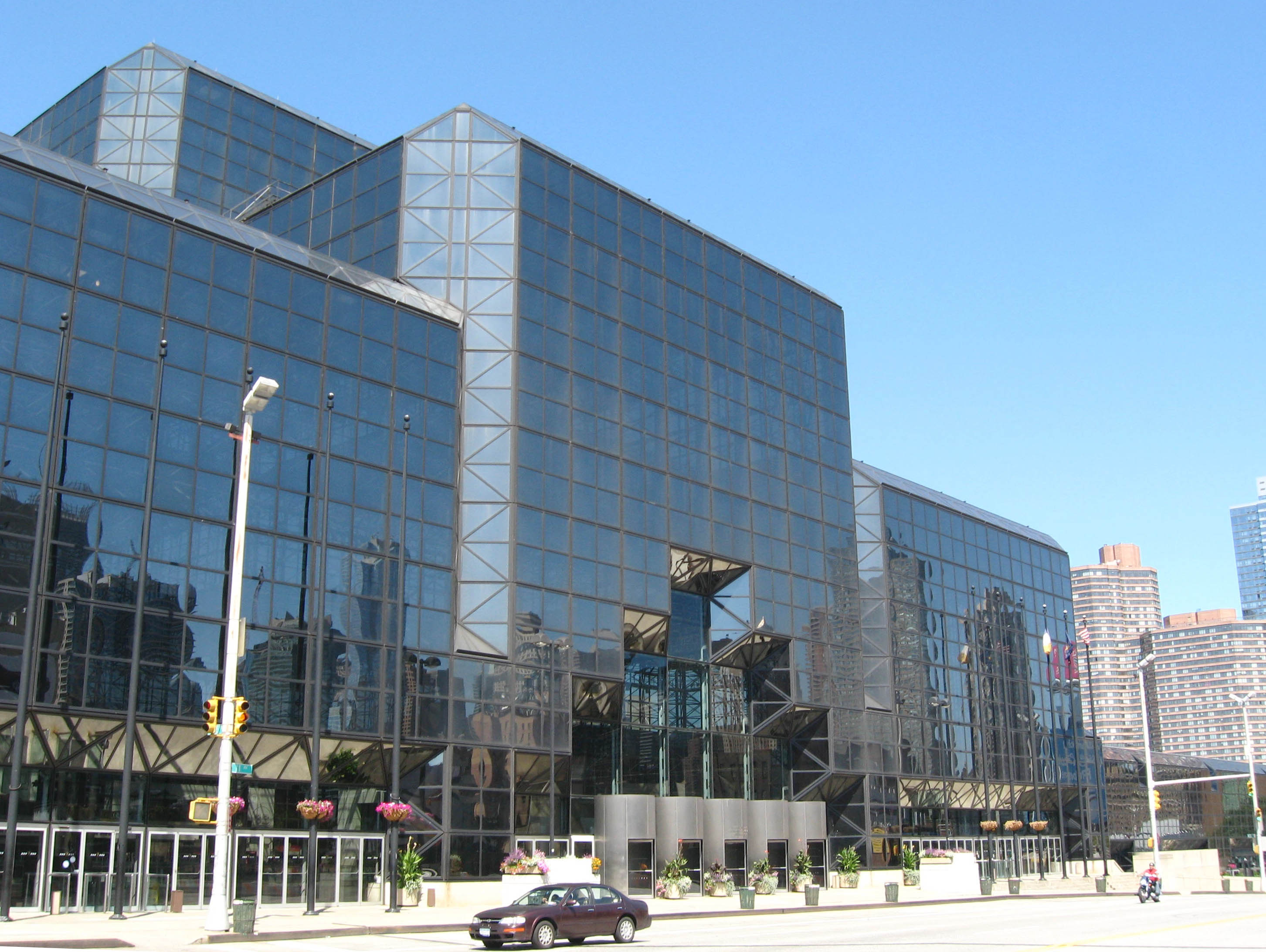
Le Jacob K. Javits Convention Center de New York.